# Zühtü Merter
Zühtü Merter (* 1934 in Skopje, Königreich Jugoslawien, heute Nordmazedonien; † 27. September 2022) war ein türkischer Fußballspieler.

## Karriere
Merter begann seine Karriere 1954 bei Kasımpaşa Istanbul. Für Kasımpaşa spielte der Stürmer vier Jahre und wechselte danach zu Galatasaray Istanbul. Bei Galatasaray gehörte er im Sturm zu den Ergänzungsspielern und kam aus diesem Grund zu wenigen Spielminuten. Im Jahr 1961 wechselte Merter nach Ankara zu MKE Ankaragücü. Für die Blau-Gelben spielte der Stürmer in zwei Jahren 27 Ligaspiele und erzielte ein Tor.
Seine Karriere beendete er nach der Spielzeit 1963/64 beim Stadtrivalen Gençlerbirliği Ankara.

## Weblink
- Spielerprofil auf mackolik.com

| Personendaten    | Personendaten             |
| ---------------- | ------------------------- |
| NAME             | Merter, Zühtü             |
| KURZBESCHREIBUNG | türkischer Fußballspieler |
| GEBURTSDATUM     | 1934                      |
| GEBURTSORT       | Skopje                    |
| STERBEDATUM      | 27. September 2022        |